# Сесіліо Апостол
Сесі́ліо Апо́стол (ісп. Cecilio Apóstol; * 22 листопада 1877, місто Бінондо (за іншими твердженнями — Маніла),— † 7 вересня 1938, Маніла (за іншими твердженнями — Калоокан у провінції Рісаль) — філіппінський поет. Писав іспанською мовою.
Навчався в єзуїтському університеті «Атенео де Маніла», де отримав ступінь бакалавра. 1910 року закінчив правовий коледж домініканського університету Святого Хоми (ісп. Universidad de Santo Tomás) в Манілі.
Автор патріотичних віршів, які мали значну популярність. Закликав народ Філіппін до боротьби проти іспанського колоніального поневолення, присвятив поему страченому національному герою Філіппін Хосе Рісалю.

## Джерело
- Апостол, Сесилио // Краткая литературная энциклопедия. Москва: Советская энциклопедия, 1962, т. 1, стлб. 255.